# Kanton La Chapelle-Saint-Luc
Kanton La Chapelle-Saint-Luc (fr. Canton de La Chapelle-Saint-Luc) byl francouzský kanton v departementu Aube v regionu Champagne-Ardenne. Tvořily ho dvě obce. Zrušen byl po reformě kantonů 2014.

## Obce kantonu
- La Chapelle-Saint-Luc
- Les Noës-près-Troyes